# Papy Lukata Shumu
Papy Lukata Shumu (né le 23 avril 1978 à Kinshasa) est un footballeur congolais .

## Carrière
Il a quitté en janvier 2009 son club ASA pour signer pour son rival Petro de Luanda Lukata a joué en Ligue des champions de la CAF avec Petro Atlético en 1996 et 2010.

## Carrière internationale
Il faisait partie de l'équipe congolaise de la Coupe d'Afrique des nations 2004, qui a terminé dernière de son groupe au premier tour de la compétition, échouant ainsi à se qualifier pour les quarts de finale. Lukata a été renvoyé de l'équipe pour indiscipline après le tournoi.